# Вердеа (Валча)
Вердеа (рум. Verdea) насеље је у Румунији у округу Валча у општини Сутешти. Oпштина се налази на надморској висини од 200 m.

## Становништво
Према подацима из 2002. године у насељу је живело 608 становника, од којих су сви румунске националности.